# The Perfect Wave
The Perfect Wave (La Ola Perfecta en España) es una película estadounidense de 2014, dirigida por Bruce Macdonald, con música compuesta por Jeremy Soule y guion de Roger Hawkins.
Los protagonistas del largometraje son Rachel Hendrix y Scott Eastwood.
Es una película de romance y drama, basada en hechos reales, rodada en Sudáfrica

## Argumento
Basada en una historia real, The Perfect Wave, es una película orientada a la familia, sobre la madurez, ambientada en entornos emocionantes del mundo internacional del surf tropical y exótico, como en Nueva Zelanda, Bali, Sri Lanka, Sudáfrica y la Isla de Mauricio.
Ian McCormack lleva una vida mundana en Christchurch, Nueva Zelanda. Él es un adolescente latente de veinticuatro años que se lanza en busca de la ola perfecta. Él arrastra a su compañero de surf más cercano junto con él, tentando al destino y al llamado de una aventura salvaje. Su madre excesivamente protectora y religiosa lo envía a regañadientes a su camino con lágrimas en los ojos recordándole que si tiene problemas, recurre a Dios.
Una noche, Ian se une a unos amigos en una inmersión nocturna y, en las oscuras aguas del arrecife, se encuentra con un grupo de temibles medusas con veneno tan virulento; una picadura lo matará. Ian es picado cinco veces antes de saber lo que está pasando y lucha hasta la orilla, donde es abandonado y abandonado sin esperanza.
Mientras se dirige al hospital, se da cuenta de que va a morir. Sin otro lugar adonde ir, recuerda las palabras de despedida de su madre para invocar a Dios en tiempos de angustia y desesperación. En la parte trasera de la ambulancia, él trata de abrirse paso a través del Padrenuestro, aceptando de cualquier manera que él conozca, la gracia de Dios. En el hospital de Mauricio, Ian es declarado muerto poco después de su llegada y es llevado a la morgue.
Quince minutos después de que el doctor lo había declarado muerto, se despierta en la morgue. Ian sale del hospital y regresa a su comunidad de amigos que ya están de luto por la noticia de su muerte. Para su sorpresa, él comparte su historia y en la mañana regresa a su casa en Nueva Zelanda, su avión se eleva sobre el arrecife exterior donde ve la ola perfecta más increíble rompiéndose debajo de él.

## Reparto
- Scott Eastwood es Ian McCormack.
- Cheryl Ladd es Señora McCormack (Madre).
- Patrick Lyster es Señor McCormack (Padre).
- Rachel Hendrix es Anabel.
- Scott Mortensen es Lachlan.
- Nikolai Mynhardt es Michael McCormack.
- Diana Vickers es Kim.
- Matt Bromley es Mark.
- Rosy Hodge es Roxy.
- Shaun Payne es Surfero.